# Gouvernement Nabiam II
Nabiam I Martins
Le gouvernement Nabiam II est le gouvernement de Guinée-Bissau du 9 juin 2022 au 13 août 2023.

## Historique

### Formation
Des hommes armés ont encerclé le palais du gouvernement le 1er février, où le président Umaro Sissoco Embaló et le Premier ministre Nuno Gomes Nabiam se seraient rendus pour assister à une réunion du cabinet. Le radiodiffuseur d'État a rapporté que la fusillade avait endommagé le palais du gouvernement, situé à proximité de l'aéroport, et que des « envahisseurs » retenaient des représentants du gouvernement. Le président a déclaré à l'agence de presse AFP lors d'un appel téléphonique : « Tout va bien » et a ajouté que la situation « était sous contrôle ».
Le 16 mai 2022, le président Umaro Sissoco Embaló annonce la dissolution de l'Assemblée nationale populaire, annonce des élections anticipées pour le 18 décembre 2022 et reconduit Nuno Gomes Nabiam,.
Le gouvernement se compose de 24 ministres et 12 secrétaires d'État.
Deux mois avant la date prévue, un report est envisagé pour des raisons logistiques et financières. La veille du 18 décembre, Embaló annonce le report du scrutin au 4 juin 2023 à la suite d'un accord entre les partis politiques et la commission électorale.

### Succession
Les législatives de 2023 sont remportées par la coalition de la Plateforme de l'alliance inclusive-Terra Ranka (PAI-Terra Ranka) menée par le PAIGC qui arrive en tête et décroche la majorité absolue des sièges. Le Mouvement pour l'alternance démocratique G-15 (Madem G15) arrive loin derrière en deuxième position. Le Madem G15 aurait souffert des luttes internes au parti ainsi que de l'incapacité du président à résoudre la chute des prix dans le secteur de la noix de cajou, dont la population tire une large part de ses revenus,. Le 28 juillet, Domingos Simões Pereira est élu président de l'Assemblée nationale populaire. Geraldo Martins est nommé Premier ministre le 7 août.

## Composition
La composition est la suivante.
- Par rapport au gouvernement Nabiam I, les nouveaux ministres seront indiqués en gras, ceux ayant changé d'attribution le sont en italique.

| Portefeuille                                                                                            | Titulaire | Titulaire                           | Parti      |
| --- | --------- | ----------------------------------- | ---------- |
| Premier ministre                                                                                        |           | Nuno Gomes Nabiam                   | APU-PDGB   |
| Vice-Premier ministre Ministre de la Présidence du Conseil des ministres et des Affaires parlementaires |           | Soares Sambú                        | MADEM G-15 |
| Ministre d'État Ministre des Affaires étrangères, de la Coopération internationale et des Communautés   |           | Suzi Carla Barbosa                  | PAIGC      |
| Ministre d'État Ministre de l'Intérieur                                                                 |           | Botche Candé                        | MADEM G-15 |
| Ministre d'État Ministre de la Défense nationale et des Combattants de la liberté de la patrie          |           | Marciano Silva Barbeiro             | MADEM G-15 |
| Ministre d'État Ministre des Ressources naturelles                                                      |           | Fernando Dias                       | PRS        |
| Ministre des Finances                                                                                   |           | João Fadiá                          | Sans       |
| Ministre de l'Administration territoriale et du Développement local                                     |           | Fernando Gomes                      |            |
| Ministre de la Justice et des Droits de l'Homme                                                         |           | Teresa Alexandrina da Silva         |            |
| Ministre des Travaux publics, du Logement et de l'Urbanisme                                             |           | Fidelis Forbs                       | MADEM G-15 |
| Ministre de l'Éducation nationale                                                                       |           | Tcherno Djaló                       |            |
| Ministre de l'Enseignement supérieur et de la Recherche scientifique                                    |           | Timothy Saba M'bunde                |            |
| Ministre de la Santé publique                                                                           |           | Dionísio Cumba                      | PRS        |
| Ministre de l'Agriculture, des Forêts et du Développement rural                                         |           | Sandji Faty                         | MADEM G-15 |
| Ministre de la Pêche et de l'Économie maritime                                                          |           | Orlando Viegas                      | PRS        |
| Ministre des Transports et des Communications                                                           |           | Aristide Ocante da Silva            | MADEM G-15 |
| Ministre de l'Administration publique, du Travail, de l'Emploi et de la Sécurité sociale                |           | Cirilo Mamasaliu Djaló              | MADEM G-15 |
| Ministre de l'Énergie                                                                                   |           | Mário Siano Fambé                   | APU-PDGB   |
| Ministre de l'Économie                                                                                  |           | José Carlos Varela Casimiro         | MADEM G-15 |
| Ministre du Tourisme                                                                                    |           | Fernando Vaz                        | PRS        |
| Ministre du Commerce et de l'Industrie                                                                  |           | Iaia Djaló                          | PRS        |
| Ministre de la Communication sociale                                                                    |           | Fernando Mendonça                   | Sans       |
| Ministre de l'Action sociale, de la Famille et de la Promotion de la femme                              |           | Conceição Évora                     | MADEM G-15 |
| Ministre de l'Environnement et de la Biodiversité                                                       |           | Viriato Soares Cassamá              | Sans       |
| Ministre de la Culture, de la Jeunesse et des Sports                                                    |           | Augusto Gomes                       | APU-PDGB   |
| Secrétaire d'État chargé de la Présidence du Conseil des ministres et des Affaires parlementaires       |           | Florentino Dias                     | MADEM G-15 |
| Secrétaire d'État aux Communautés                                                                       |           | Salumé Santos Alouche               | MADEM G-15 |
| Secrétaire d'État à la Coopération internationale                                                       |           | Ude Fati                            |            |
| Secrétaire d'État au Budget et aux Finances                                                             |           | João Alberto Djata                  | PRS        |
| Secrétaire d'État au Trésor                                                                             |           | Ilídio Té                           | PRS        |
| Secrétaire d'État à l'Énergie                                                                           |           | Augusto Poquena                     | PRS        |
| Secrétaire d'État à la Gestion hospitalière                                                             |           | Maria de Fátima Mendes Alves Vieira |            |
| Secrétaire d'État à l'Ordre public                                                                      |           | Fernando Augusto Cabi               |            |
| Secrétaire d'État au Plan et à l'Intégration régionale                                                  |           | Mónica Buaro                        | PRS        |
| Secrétaire d'État à la Culture                                                                          |           | Francelino Cunha                    | PRS        |
| Secrétaire d'État chargé des Combattants de la liberté du pays                                          |           | Augusto Nhaga                       |            |
| Secrétaire d'État à la Jeunesse et à la Formation professionnelle                                       |           | Agostinho Intante Djú               |            |